# Sarah Chalke

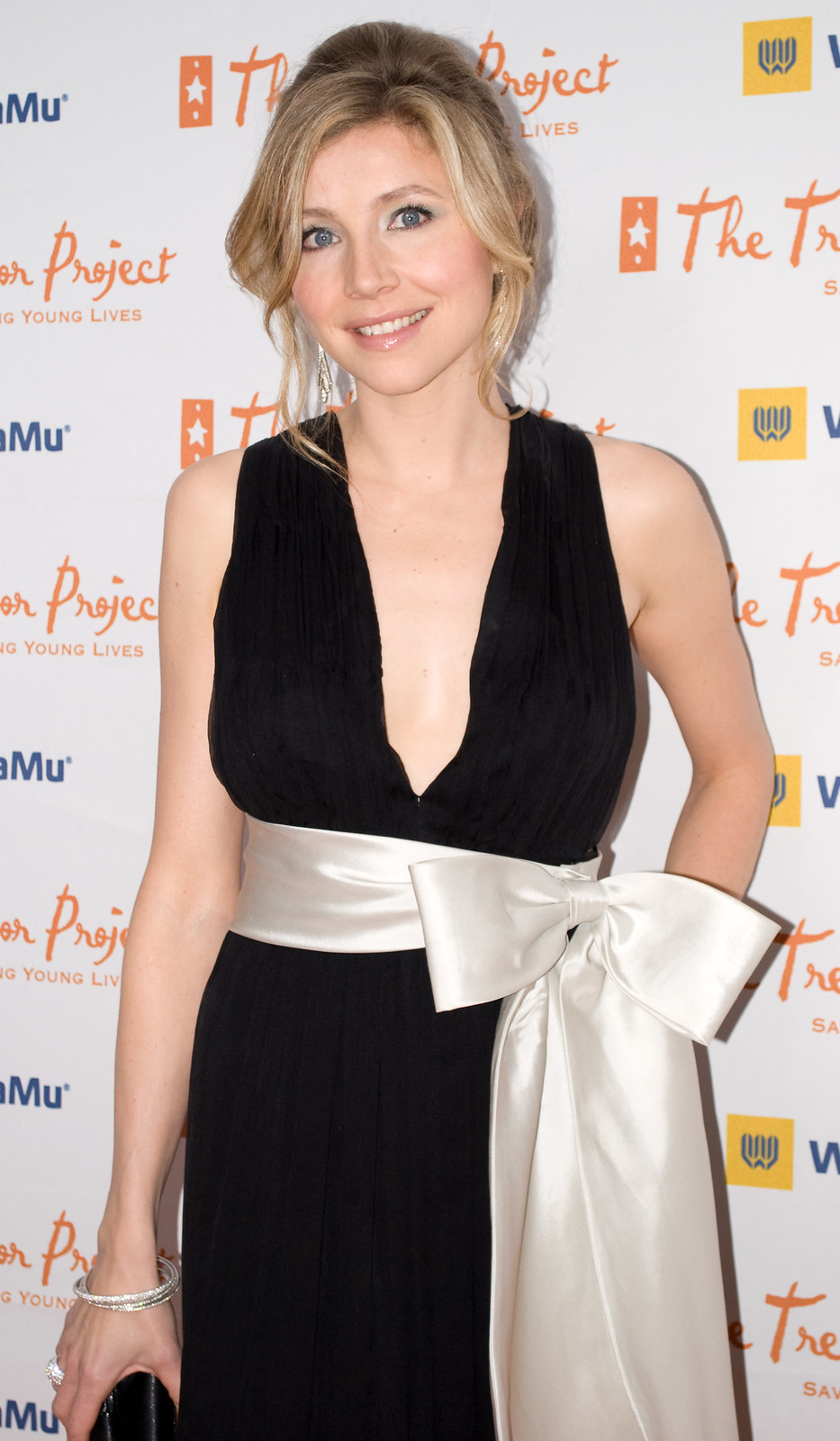
Sarah Chalke (2008)

Sarah Louise Christine Chalke (* 27. August 1976 in Ottawa, Ontario) ist eine kanadisch-US-amerikanische Schauspielerin und Synchronsprecherin deutscher Abstammung. Bekannt wurde sie mit den Fernsehserien Roseanne und Scrubs – Die Anfänger.

## Leben
Sarah Chalke wuchs in Vancouver als zweite von drei Töchtern ihrer Eltern Angie und Doug Chalke auf. Ihre Mutter, deren gesamte Familie 1952 emigrierte, ist Deutsche, geboren in Peez, einem Stadtteil von Rostock. Chalke pflegt den Kontakt zu ihren deutschen Verwandten und besuchte als Kind zweimal wöchentlich die deutsche Schule in ihrer Heimatstadt. Sie spricht daher Deutsch und Französisch, was in ihre Rolle in Scrubs einfloss. Seit 2008 besitzt sie die US-amerikanische Staatsbürgerschaft.
Chalke war seit 2006 mit dem Rechtsanwalt Jamie Afifi verlobt. Am 24. Dezember 2009 brachte Chalke einen Sohn zur Welt, im April 2016 folgte eine Tochter. 2022 gab sie die bereits länger zurückliegende Trennung von Afifi bekannt.

## Schauspielerische Karriere
Chalke begann ihre Schauspielkarriere in dem 1992er Fernsehfilm City Boy. Zu erster Bekanntheit verhalf ihr die Rolle der Becky Conner in der US-amerikanischen Sitcom Roseanne, die sie 1993 16-jährig in Vertretung ihrer Vorgängerin Alicia Goranson übernahm. Mit Abschluss der High School zog sie 1995 nach Los Angeles, um sich die Teilnahme an Dreharbeiten zu erleichtern.
Als die Serie 1997 endete, kehrte sie nach Vancouver zurück und war in den folgenden Jahren in verschiedenen Fernsehproduktionen zu sehen. Nach dem Film Nothing Too Good for a Cowboy (1998) erhielt sie noch im selben Jahr die Hauptrolle in der gleichnamigen kanadischen Serie, welche ihr 2000 eine Nominierung für den Gemini Award der Academy of Canadian Cinema & Television einbrachte. Sie verließ die Serie nach der zweiten Staffel und zog im September 2000 erneut nach Los Angeles. Schon im Dezember erhielt sie den Zuschlag für die Rolle der Elliot Reid in der Fernsehserie Scrubs – Die Anfänger. Die Dreharbeiten begannen im März 2001.
Während der drehfreien Monate war Chalke an mehreren Film- und Theaterproduktionen beteiligt, zuletzt dem Off-Broadway-Stück Modern Orthodox im April und Mai 2005. Da sie Tante und Großmutter durch Brustkrebs verlor, übernahm sie 2006 die Hauptrolle im Film Why I wore lipstick (to my mastectomy), der die Krankheitsgeschichte der amerikanischen Journalistin Geralyn Lucas nachzeichnete. Sie spielte außerdem gemeinsam mit der amerikanischen Comedy-Truppe The Lonely Island in Channel Ones Serie The ’Bu mit, einer Parodie auf die US-amerikanische Fernsehserie O.C., California. 2005 war sie im Spielfilm Wedding Bells zu sehen. 2007 wirkte sie im Spielfilm Mama’s Boy mit.
2008 war sie an der Seite vieler anderer bekannter Schauspieler, wie Jack Black, John C. Reilly, Neil Patrick Harris in dem Kurz-Musical Prop 8: The Musical (Regie: Marc Shaiman) zu sehen, das sich mit dem Thema der Anerkennung gleichgeschlechtlicher Partnerschaften in den Vereinigten Staaten befasst. Außerdem hatte sie 2008 die Rolle der Dr. Stella Zinman in der amerikanischen Sitcom How I Met Your Mother, weitere wiederkehrende Nebenrollen hatte sie beispielsweise 2012 in Cougar Town und von 2017 bis 2019 in Speechless, nachdem sie 2013 schon die Hauptrolle in der kurzlebigen Sitcom How to Live with Your Parents (For the Rest of Your Life) innehatte. Unterdessen hatte sich Chalke auch einen Namen als Sprecherin in Trickserien gemacht. Seit 2013 spricht sie Beth Smith, Tochter des einen und Mutter des anderen Protagonisten in Rick and Morty, daneben in Paradise PD oder Schlimmer geht’s immer mit Milo Murphy.
In der Fortsetzung der Sitcom Roseanne gut 20 Jahre nach dem Ende übernahm wieder Goranson die Rolle der Becky Connor, doch auch Chalke gehörte mit einer neuen wiederkehrenden Nebenrolle zum Darstellerstamm. Nach Einstellung der Serie spielte sie diese Rolle auch als Gast in der Nachfolgeserie Die Conners.

## Filmografie (Auswahl)
- 1992: City Boy – Allein durch die Wildnis (City Boy, Fernsehfilm)
- 1993–1997, 2018: Roseanne (Fernsehserie)
- 1994: Chaos in der Schule (Ernest Goes to School)
- 1996: Robin räumt ab (Robin of Locksley, Fernsehfilm)
- 1997: Schwarze Messen auf dem Kampus (Dying to Belong, Fernsehfilm)
- 1998: Der Mörder wartet schon (I’ve Been Waiting for You, Fernsehfilm)
- 1998–1999: Heirate nie einen Cowboy (Nothing Too Good for a Cowboy, Fernsehserie, 26 Folgen)
- 1999: Y2K
- 1999: First Wave – Die Prophezeiung (First Wave, Fernsehserie, Folge 2x05: The Channel / Die Prophetin)
- 2001: Stirb später, Liebling (Kill Me Later)
- 2001–2010: Scrubs – Die Anfänger (Scrubs, Fernsehserie, 171 Folgen)
- 2002: Das größte Muppet Weihnachtsspektakel aller Zeiten (It’s a Very Merry Muppet Christmas Movie, Fernsehfilm)
- 2002–2003: Clone High (Fernsehserie, 3 Folgen, Stimme)
- 2005: Wedding Bells (Cake)
- 2005: Alchemy
- 2006: Why I Wore Lipstick to My Mastectomy (Fernsehfilm)
- 2007: Mama’s Boy
- 2008: Chaos Theory
- 2008: Prop 8: The Musical (Kurzfilm)
- 2008–2009, 2014: How I Met Your Mother (Fernsehserie, 10 Folgen)
- 2009: Maneater (Miniserie)
- 2011: Mad Love (Fernsehserie, 13 Folgen)
- 2012: Cougar Town (Fernsehserie, 4 Folgen)
- 2013: Grey’s Anatomy (Fernsehserie, Folge 9x19)
- 2013: How to Live with Your Parents (For the Rest of Your Life) (Fernsehserie, 13 Folgen)
- seit 2013: Rick and Morty (Fernsehserie, Stimme)
- 2015: Backstrom (Fernsehserie, 6 Folgen)
- 2015: Undateable (Fernsehserie, Folge 3x03)
- 2015: Inside Amy Schumer (Fernsehserie, Folge 4x07)
- 2016: Mother’s Day – Liebe ist kein Kinderspiel (Mother’s Day)
- 2016: After the Reality – Das echte Leben (After the Reality)
- 2017–2019: Speechless (Fernsehserie, 8 Folgen)
- 2018–2022: Paradise PD (Fernsehserie, 30 Folgen, Stimme)
- 2019: Friends from College (Fernsehserie, 4 Folgen)
- 2020: The Wrong Missy
- 2021–2023: Immer für dich da (Firefly Lane, Fernsehserie, 26 Folgen)
- 2023–2024: Haileys Mission (Hailey's On It!, Fernsehserie, 6 Folgen, Stimme)
- 2024–2025: Animal Control (Fernsehserie, 3 Folgen)